# Così lontani così vicini
Così lontani così vicini è stato un programma televisivo italiano in onda in prima serata su Rai 1 dal 2013 al 2016.
La prima edizione del programma è trasmessa dal 20 dicembre 2013 al 10 gennaio 2014 per quattro puntate con la conduzione di Al Bano e Cristina Parodi. Visto il buon riscontro viene realizzata una seconda edizione con la riconferma del cantautore pugliese alla guida del programma, affiancato questa volta da Paola Perego. La stagione composta di otto puntate va in onda dal 13 dicembre 2014 al 10 gennaio 2015 per un totale di cinque appuntamenti. Le restanti tre puntate, spostate per evitare la forte concorrenza di Canale 5, vengono rinviate all'autunno successivo, e mandate in onda dal 20 ottobre al 3 novembre. Dal 22 gennaio al 19 febbraio 2016, nonostante il programma non abbia riscosso grandi consensi nella seconda parte della seconda stagione, si realizza una terza edizione, che vede l'arrivo al fianco del riconfermato Albano, della sua ex moglie Romina Power. La terza stagione non riesce ad ottenere il successo sperato, e viene chiusa alla quarta puntata. Gli ultimi due appuntamenti, già registrati da tempo, vengono trasmessi il 6 e 13 agosto, sempre in prima serata su Rai 1.

## Il programma
Il programma, basato sul format olandese Spoorloos, si propone come mezzo per aiutare persone adottate a trovare un parente che non hanno mai conosciuto o che vogliono ritrovare. Il loro desiderio più grande è rincontrare questa persona o conoscerla per la prima volta. 
Partendo dalle informazioni fornite dai protagonisti, i conduttori vanno alla ricerca di queste persone scovando informazioni utili ovunque possano trovarne e andando a parlare con le persone del posto. Quando i due finalmente le ritrovano, svelano loro il motivo della ricerca: c'è un figlio, un genitore, un fratello che li sta cercando. Se entrambe le parti in causa sono d'accordo, avviene l'incontro a lungo desiderato. 
Ogni puntata è composta di quattro storie distinte ed ognuna è strutturata nella seguente modalità: presentazione del primo protagonista: si scopre la sua storia personale e familiare e racconta perché vuole a tutti i costi ritrovare il parente perduto. 
È la volta di dare il via alle ricerche della persona in questione: la conduttrice parte alla volta dell'operazione di ricerca e va a scoprire l'identità e la vita della persona indicata dal protagonista. Una volta trovata, la conduttrice le racconta perché e per conto di chi la sta cercando e le mostra delle foto. 
Subito dopo il conduttore ritrova il primo protagonista: nel suo salotto gli racconta com'è andata col familiare scomparso, gli fa vedere delle foto e, in alcuni casi, gli consegna una lettera scritta personalmente dal familiare a lungo cercato. Il protagonista di puntata condivide le proprie emozioni con la sua famiglia attuale e rende così partecipi moglie e figli. 
Arriva poi il momento dell'incontro: il protagonista e il familiare si ritrovano - su una panchina, in un parco, ecc. - ed è qui che per la prima volta i due si incontrano e hanno l'opportunità di raccontare l'uno all'altra qualcosa di sé. I due, finalmente ritrovatisi, vanno via insieme. 

## Edizioni
| Edizione | Parte   | Inizio           | Fine             | Puntate | Conduttori | Conduttori      |
| -------- | ------- | ---------------- | ---------------- | ------- | ---------- | --------------- |
| 1ª       | –       | 20 dicembre 2013 | 10 gennaio 2014  | 4       | Al Bano    | Cristina Parodi |
| 2ª       | prima   | 13 dicembre 2014 | 10 gennaio 2015  | 5       | Al Bano    | Paola Perego    |
| 2ª       | seconda | 20 ottobre 2015  | 4 novembre 2015  | 3       | Al Bano    | Paola Perego    |
| 3ª       | prima   | 22 gennaio 2016  | 19 febbraio 2016 | 4       | Al Bano    | Romina Power    |
| 3ª       | seconda | 6 agosto 2016    | 13 agosto 2016   | 2       | Al Bano    | Romina Power    |

## Ascolti

### Prima edizione (2013-2014)
| Puntata | Messa in onda    | Telespettatori | Share  |
| ------- | ---------------- | -------------- | ------ |
| 1       | 20 dicembre 2013 | 4 019 000      | 15,93% |
| 2       | 27 dicembre 2013 | 4 072 000      | 16,12% |
| 3       | 4 gennaio 2014   | 4 514 000      | 17,99% |
| 4       | 10 gennaio 2014  | 4 063 000      | 15,04% |
| Media   | Media            | 4 167 000      | 16,27% |

### Seconda edizione (2014-2015)

#### Prima parte
| Puntata | Messa in onda    | Telespettatori | Share  |
| ------- | ---------------- | -------------- | ------ |
| 1       | 13 dicembre 2014 | 3 803 000      | 16,41% |
| 2       | 20 dicembre 2014 | 3 953 000      | 17,62% |
| 3       | 27 dicembre 2014 | 4 328 000      | 18,22% |
| 4       | 3 gennaio 2015   | 4 218 000      | 18,10% |
| 5       | 10 gennaio 2015  | 4 258 000      | 17,29% |
| Media   | Media            | 4 112 000      | 17,54% |

#### Seconda parte
| Puntata | Messa in onda   | Telespettatori | Share  |
| ------- | --------------- | -------------- | ------ |
| 1       | 20 ottobre 2015 | 2 926 000      | 11,72% |
| 2       | 27 ottobre 2015 | 3 150 000      | 13,29% |
| 3       | 4 novembre 2015 | 3 005 000      | 12,38% |
| Media   | Media           | 3 027 000      | 12,46% |

### Terza edizione (2016)

#### Prima parte
| Puntata | Messa in onda    | Telespettatori | Share  |
| ------- | ---------------- | -------------- | ------ |
| 1       | 22 gennaio 2016  | 4 045 000      | 16,18% |
| 2       | 29 gennaio 2016  | 3 188 000      | 13,53% |
| 3       | 5 febbraio 2016  | 3 955 000      | 15,71% |
| 4       | 19 febbraio 2016 | 2 700 000      | 10,94% |
| Media   | Media            | 3 472 000      | 14,09% |

#### Seconda parte
| Puntata | Messa in onda  | Telespettatori | Share |
| ------- | -------------- | -------------- | ----- |
| 1       | 6 agosto 2016  | 1 343 000      | 8,82% |
| 2       | 13 agosto 2016 | 1 260 000      | 8,97% |
| Media   | Media          | 1 301 000      | 8,90% |